# Setohyllisia setosa
Setohyllisia setosa là một loài bọ cánh cứng trong họ Cerambycidae.